# Muzeum Samorządowe Ziemi Strzyżowskiej w Strzyżowie
Muzeum Samorządowe Ziemi Strzyżowskiej w Strzyżowie – muzeum w trakcie organizacji, położone w Strzyżowie. Placówka jest miejską jednostką organizacyjną. Jego otwarcie miało miejsce w dniu 17 maja 2014 roku, w ramach Nocy Muzeów.

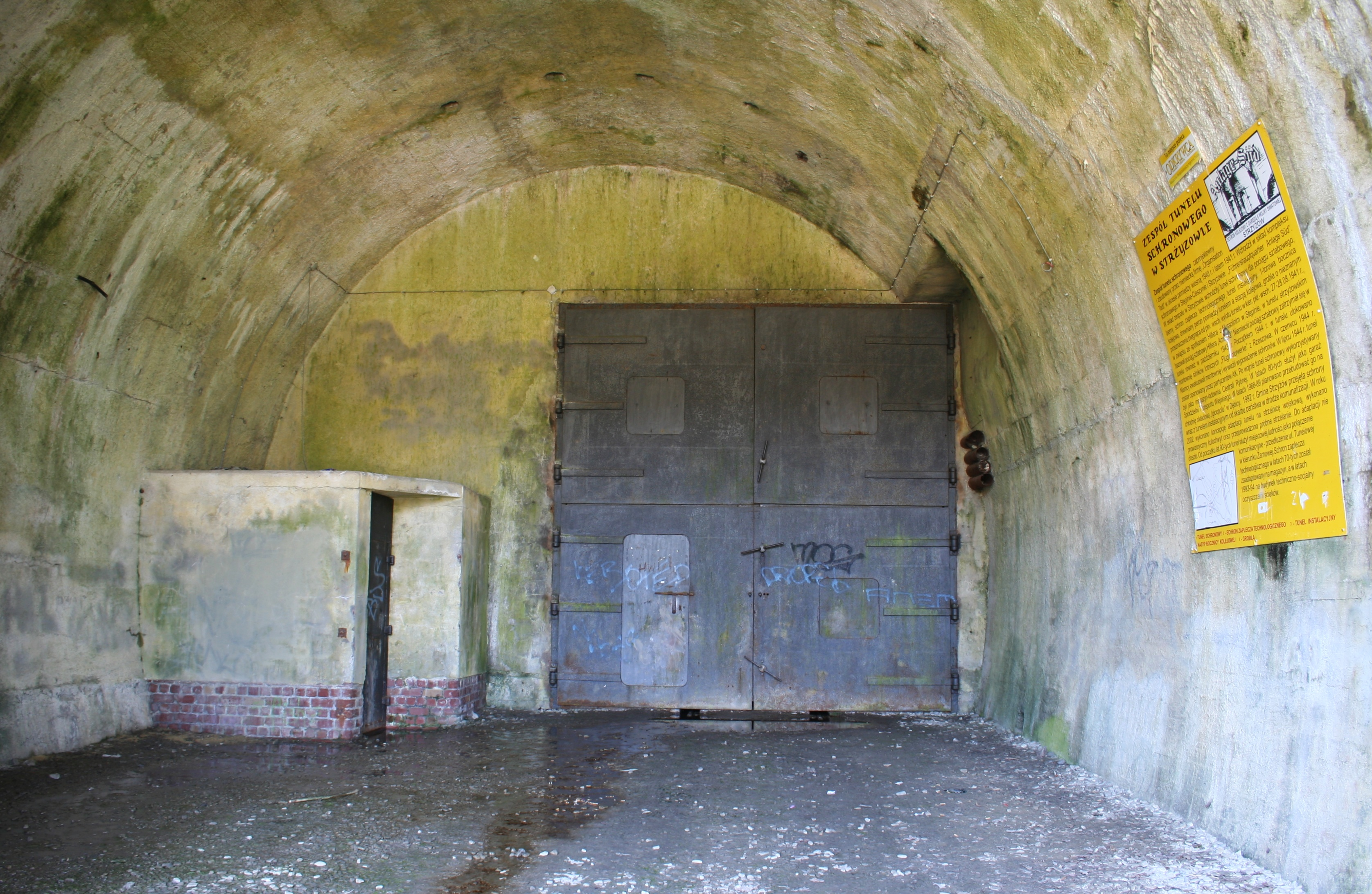
Wnętrze strzyżowskiego schronu

Placówka powstała na mocy uchwały Rady Miejskiej w Strzyżowie z dnia 1 lipca 2011 roku. Przejęła ona zbiory, zgromadzone od 1959 roku przez Towarzystwo Miłośników Ziemi Strzyżowskiej i eksponowane najpierw w Izbie Pamięci, znajdującej się w tutejszym liceum, a od 1972 roku - w Społecznym Muzeum Regionalnym TMZS, mieszczącym się w Dworze Dydyńskich przy ul. Modrzewiowej 1a.
W 2014 roku zbiory zostały przeniesione do trójkondygnacyjnej kamienicy przy ul. Łukasiewicza 10, zaś jego filie znajdują się na poddaszu kamienicy przy Rynku 15 oraz Miejskiej Bibliotece Publicznej (dawna synagoga). Wśród zbiorów znajdują się eksponaty związane z historią Strzyżowa (dokumenty, militaria, numizmaty, pamiątki z okresu II wojny światowej) oraz etnografią i kulturą materialną regionu (meble, bibliofilia, wyroby rzemiosła, narzędzia rolnicze, sprzęty domowe oraz obrazy i rzeźby miejscowych twórców). 

Placówka udostępnia również do zwiedzania poniemiecki schron kolejowy, zbudowany w latach 1940-41 i wchodzący w skład kompleksu „Anlage Süd”.

## Wydawnictwa
W latach 2015–2019 organem naukowym muzeum był „Strzyżowski Rocznik Muzealny”, redagowany przez ówczesną dyrektor Monikę Bober. W skład rady naukowej czasopisma wchodzili m.in. Krzysztof Markowicz (od t. 1), Franciszek Chrapkiewicz, Aleksandr Musin i Emil Orzechowski (od t. 2).